# Prem"jer-liha 2024-2025
La Prem"jer-liha 2024-2025 è stata la 34ª edizione della massima serie del campionato ucraino di calcio. La stagione è iniziata il 3 agosto 2024 e si è conclusa il 25 maggio 2025. Lo Šachtar era la squadra campione in carica.
La competizione è stata vinta dalla Dinamo Kiev, al suo diciassettesimo titolo nazionale.

## Stagione

### Novità
Al termine della stagione 2023-2024, sono retrocesse in Perša Liha Metalist 1925 e Mynaj. Inoltre il Dnipro-1 ha dichiarato bancarotta e si è ritirato prima della dell'inizio del campionato.
Sono state promosse dalla Perša Liha 2023-2024 Inhulec' e Karpaty. Per sostituire il Dnipro-1 è stato organizzato un play-off ripescaggio, vinto dal Livyj Bereh che viene promosso per la prima volta nel massimo campionato.

### Formato
Le sedici squadre si affrontano due volte, per un totale di trenta giornate.
La squadra prima classificata è dichiarata campione d'Ucraina ed è ammessa al terzo turno di qualificazione della UEFA Champions League 2025-2026. 

La vincente della Coppa d'Ucraina si qualificherà per il primo turno di qualificazione della UEFA Europa League 2025-2026.

La seconda e la terza classificata partiranno dal secondo turno di qualificazione di UEFA Europa Conference League 2025-2026.
Le ultime due classificate, retrocedono in Perša Liha. La terzultima e la quartultima, invece, disputano uno spareggio promozione-retrocessione contro la terza e la quarta classificata della Perša Liha 2024-2025.
Se la vincitrice della coppa nazionale dovesse piazzarsi al primo posto, la seconda classificata andrà in Europa League, mentre terza e quarta in Conference League.

### Avvenimenti
Poco prima l'inizio della stagione, la Federcalcio ucraina ha escluso il Dnipro-1 per motivi finanziari. Il comitato esecutivo della Federazione calcistica dell'Ucraina (UAF) ha approvato la decisione secondo cui la squadra che sostituirà il Dnipro-1 nel campionato ucraino 2024-25 sarà determinata in un mini torneo con la partecipazione di quattro club: Mynaj e Metalist 1925, retrocessi nel campionato 2023-24; Livyj Bereh ed Epicentr, che hanno perso i play off promozione nella stagione 2023-24. Il torneo consisterà in due semifinali di sola andata (26 luglio) e la finale (30 luglio). La composizione dei match è stata determinata mediante sorteggio. Se il vincitore della partita non viene determinato durante i tempi regolamentari, si passerà ai calci di rigore. Il sorteggio si è svolto il 22 luglio.

## Squadre partecipanti
| Club               | Stagione | Città        | Stagione precedente        |
| ------------------ | -------- | ------------ | -------------------------- |
| Čornomorec'        | dettagli | Odessa       | 12º posto in Prem"jer-liha |
| Dinamo Kiev        | dettagli | Kiev         | 2º posto in Prem"jer-liha  |
| Inhulec'           | dettagli | Petrove      | 1º posto in Perša Liha     |
| Karpaty            | dettagli | Leopoli      | 2º posto in Perša Liha     |
| Kolos Kovalivka    | dettagli | Kovalivka    | 11º posto in Prem"jer-liha |
| Kryvbas Kryvyj Rih | dettagli | Kryvyj Rih   | 3º posto in Prem"jer-liha  |
| Livyj Bereh        | dettagli | Kiev         | 3º posto in Perša Liha     |
| LNZ Čerkasy        | dettagli | Čerkasy      | 7º posto in Prem"jer-liha  |
| Obolon'            | dettagli | Kiev         | 14º posto in Prem"jer-liha |
| Oleksandrija       | dettagli | Oleksandrija | 8º posto in Prem"jer-liha  |
| Polіssja Žytomyr   | dettagli | Žytomyr      | 5º posto in Perša Liha     |
| Ruch L'viv         | dettagli | Leopoli      | 6º posto in Prem"jer-liha  |
| Šachtar            | dettagli | Donec'k      | 1º posto in Prem"jer-liha  |
| Veres Rivne        | dettagli | Rivne        | 13º posto in Prem"jer-liha |
| Vorskla            | dettagli | Poltava      | 9º posto in Prem"jer-liha  |
| Zorja              | dettagli | Luhans'k     | 10º posto in Prem"jer-liha |

## Allenatori e primatisti
| Squadra            | Allenatore                                                             | Giocatore più presente (tra parentesi il numero delle presenze) | Capocannoniere (tra parentesi il numero dei gol segnati) |
| ------------------ | ---------------------------------------------------------------------- | --------------------------------------------------------------- | -------------------------------------------------------- |
| Čornomorec'        | Oleksandr Babyč (1ª-21ª) Oleksandr Kučer (22ª-30ª)                     | Artem Habelok (30)                                              | Denys Janakov (5)                                        |
| Dinamo Kiev        | Oleksandr Šovkovs'kyj                                                  | Vladyslav Kabajev (30)                                          | Vladyslav Vanat (17)                                     |
| Inhulec'           | Vasyl' Kobin                                                           | Oleksandr Pjatov (30)                                           | Oleksandr Pjatov (3)                                     |
| Karpaty            | Vladyslav Lupaško                                                      | Igor Neves (30)                                                 | Ambrosij Čačua (10)                                      |
| Kolos Kovalivka    | Oleksandr Pozdjejev (1ª-20ª) Ruslan Kostyšyn (21ª-30ª)                 | Andrij Curikov (28)                                             | Andrij Curikov (5)                                       |
| Kryvbas Kryvyj Rih | Jurij Vernydub                                                         | Denys Kuzyk (30)                                                | Jehor Tverdochlib (1)                                    |
| Livyj Bereh        | Vitalij Pervak                                                         | Maksym Mechaniv (30)                                            | Sidnney (4)                                              |
| LNZ Čerkasy        | Andrés Carrasco (1ª-16ª) Andrij Dykan' (17ª) Roman Hryhorčuk (18ª-30ª) | Muharrem Jashari, Hennadij Pasič, Illja Putrja (29)             | Muharrem Jashari (5)                                     |
| Obolon'            | Valerij Ivaščenko (1ª-5ª) Serhij Šyščenko (6ª-30ª)                     | Vladyslav Pryjmak, Vadym Vitenčuk (29)                          | Rostyslav Taranucha (3)                                  |
| Oleksandrija       | Ruslan Rotan'                                                          | Heorhij Jermakov, Dmytro Myšn'ov (30)                           | Oleksandr Filippov (10)                                  |
| Polіssja Žytomyr   | Imad Ašur (1ª-28ª) Oleksandr Maksymov (29ª-30ª)                        | Oleksij Huculjak, Borys Krušyns'kyj (29)                        | Oleksij Huculjak (11)                                    |
| Ruch L'viv         | Vitalij Ponomar'ov                                                     | Jaroslav Karabin (30)                                           | Jaroslav Karabin (6)                                     |
| Šachtar            | Marino Pušić                                                           | Artem Bondarenko (29)                                           | Heorhij Sudakov (13)                                     |
| Veres Rivne        | Oleh Šandruk                                                           | Mykola Hajdučyk, Dmytro Kl'oc (30)                              | Mykola Hajdučyk (6)                                      |
| Vorskla            | Serhij Dolhans'kyj (1ª-10ª) Jurij Maksymov (11ª-30ª e spareggio)       | Ibrahim Kane (30)                                               | Denys Ndukve (4)                                         |
| Zorja              | Jurij Koval' (1ª-4ª) Mladen Bartulović (5ª-30ª)                        | Jordan, Petar Mićin (29)                                        | Petar Mićin (9)                                          |

## Play-off ripescaggio

### Tabellone
|  | Semifinali | Semifinali        | Semifinali        | Semifinali        | Semifinali |  |  | Finale      | Finale      | Finale      | Finale      | Finale |  |
|  |            |                   |                   |                   |            |  |  |             |             |             |             |        |  |
|  | 3          | Livyj Bereh (dtr) | Livyj Bereh (dtr) | Livyj Bereh (dtr) | 1 (5)      |  |  |             |             |             |             |        |  |
|  | 16         | Metalist 1925     | Metalist 1925     | Metalist 1925     | 1 (4)      |  |  | Livyj Bereh | Livyj Bereh | Livyj Bereh | Livyj Bereh | 3      |  |
|  | 4          | Epicentr          | Epicentr          | Epicentr          | 3 (3)      |  |  | Mynaj       | Mynaj       | Mynaj       | Mynaj       | 0      |  |
|  | 15         | Mynaj (dtr)       | Mynaj (dtr)       | Mynaj (dtr)       | 3 (5)      |  |  |             |             |             |             |        |  |

## Classifica finale
|                    | Pos. | Squadra            | Pt | G  | V  | N  | P  | GF | GS | DR  |
| ------------------ | ---- | ------------------ | -- | -- | -- | -- | -- | -- | -- | --- |
| Ucraina (bandiera) | 1.   | Dinamo Kiev        | 70 | 30 | 20 | 10 | 0  | 61 | 19 | +42 |
|                    | 2.   | Oleksandrija       | 67 | 30 | 20 | 7  | 3  | 46 | 22 | +24 |
|                    | 3.   | Šachtar            | 62 | 30 | 18 | 8  | 4  | 69 | 26 | +43 |
|                    | 4.   | Polіssja Žytomyr   | 48 | 30 | 12 | 12 | 6  | 38 | 38 | +10 |
|                    | 5.   | Kryvbas Kryvyj Rih | 47 | 30 | 13 | 8  | 9  | 34 | 26 | +8  |
|                    | 6.   | Karpaty            | 46 | 30 | 13 | 7  | 10 | 42 | 36 | +6  |
|                    | 7.   | Zorja              | 40 | 30 | 12 | 4  | 14 | 34 | 39 | -5  |
|                    | 8.   | Ruch L'viv         | 38 | 30 | 9  | 11 | 10 | 30 | 27 | +3  |
|                    | 9.   | Veres Rivne        | 36 | 30 | 9  | 9  | 12 | 33 | 44 | -11 |
|                    | 10.  | Kolos Kovalivka    | 36 | 30 | 8  | 12 | 10 | 27 | 25 | +2  |
|                    | 11.  | Obolon'            | 32 | 30 | 8  | 8  | 14 | 19 | 43 | -24 |
|                    | 12.  | LNZ Čerkasy        | 31 | 30 | 7  | 10 | 13 | 25 | 37 | -12 |
|                    | 13.  | Vorskla            | 27 | 30 | 6  | 9  | 15 | 24 | 38 | -14 |
|                    | 14.  | Livyj Bereh        | 26 | 30 | 7  | 5  | 18 | 18 | 39 | -21 |
|                    | 15.  | Inhulec'           | 24 | 30 | 5  | 9  | 16 | 21 | 47 | -26 |
|                    | 16.  | Čornomorec'        | 23 | 30 | 6  | 5  | 19 | 20 | 45 | -25 |

      Campione di Ucraina e ammessa alla UEFA Champions League 2025-2026
      Ammessa alla UEFA Europa League 2025-2026
      Ammesse alla UEFA Europa Conference League 2025-2026
 Ammessa allo spareggio promozione-retrocessione
      Retrocesse in Perša Liha 2025-2026
Tre punti per la vittoria, uno per il pareggio, zero per la sconfitta.
In caso di arrivo di due o più squadre a pari punti, la graduatoria verrà stilata secondo la classifica avulsa tra le squadre interessate.

## Risultati
|                    | Čor  | Din  | Inh  | Kar  | Kol  | Kry  | Liv  | LNZ  | Obo  | Ole  | Pol  | Ruc  | Šac  | Ver  | Vor  | Zor  |
| ------------------ | ---- | ---- | ---- | ---- | ---- | ---- | ---- | ---- | ---- | ---- | ---- | ---- | ---- | ---- | ---- | ---- |
| Čornomorec'        | –––– | 1-1  | 1-0  | 0-1  | 1-0  | 1-3  | 0-1  | 1-0  | 1-0  | 0-0  | 1-4  | 1-2  | 0-3  | 1-1  | 0-1  | 0-1  |
| Dinamo Kiev        | 3-1  | –––– | 5-2  | 2-0  | 1-1  | 2-1  | 2-0  | 1-0  | 3-0  | 3-0  | 2-1  | 0-0  | 1-1  | 1-0  | 3-1  | 2-2  |
| Inhulec'           | 1-0  | 0-4  | –––– | 1-2  | 0-2  | 2-0  | 2-1  | 0-0  | 0-1  | 0-1  | 0-1  | 0-1  | 1-4  | 0-0  | 1-1  | 1-0  |
| Karpaty            | 4-0  | 1-3  | 0-0  | –––– | 1-0  | 3-0  | 3-0  | 1-0  | 1-0  | 2-1  | 1-3  | 3-1  | 0-0  | 5-0  | 1-1  | 1-3  |
| Kolos Kovalivka    | 1-2  | 1-1  | 0-0  | 2-1  | –––– | 1-1  | 0-0  | 1-1  | 0-0  | 0-1  | 1-1  | 0-1  | 0-1  | 0-1  | 0-0  | 1-0  |
| Kryvbas Kryvyj Rih | 1-0  | 0-2  | 1-1  | 2-0  | 0-1  | –––– | 4-0  | 3-1  | 1-0  | 0-1  | 3-1  | 1-1  | 1-2  | 0-3  | 1-1  | 3-0  |
| Livyj Bereh        | 1-0  | 0-3  | 0-0  | 2-3  | 0-2  | 0-1  | –––– | 3-1  | 1-1  | 0-1  | 1-1  | 1-0  | 0-1  | 2-0  | 0-3  | 0-2  |
| LNZ Čerkasy        | 1-1  | 1-2  | 2-0  | 2-1  | 2-0  | 0-0  | 1-0  | –––– | 0-1  | 0-2  | 0-1  | 3-1  | 1-4  | 1-2  | 0-0  | 1-1  |
| Obolon'            | 1-0  | 1-5  | 2-1  | 2-2  | 2-2  | 0-1  | 1-0  | 0-0  | –––– | 0-0  | 0-0  | 0-4  | 0-2  | 0-0  | 1-0  | 0-2  |
| Oleksandrija       | 3-0  | 0-0  | 2-1  | 3-0  | 2-1  | 1-0  | 2-0  | 1-1  | 4-0  | –––– | 1-0  | 1-1  | 4-3  | 3-1  | 1-0  | 2-1  |
| Polіssja Žytomyr   | 3-1  | 0-0  | 1-1  | 1-1  | 1-1  | 1-1  | 0-0  | 1-1  | 4-0  | 1-2  | –––– | 0-1  | 1-0  | 2-1  | 2-1  | 1-1  |
| Ruch L'viv         | 1-1  | 0-2  | 5-0  | 0-1  | 0-0  | 0-0  | 1-0  | 0-1  | 1-3  | 1-1  | 1-1  | –––– | 1-1  | 2-0  | 0-1  | 3-0  |
| Šachtar            | 2-1  | 2-2  | 6-0  | 5-2  | 2-4  | 1-1  | 1-0  | 5-1  | 4-0  | 3-0  | 0-1  | 1-1  | –––– | 3-0  | 3-1  | 3-1  |
| Veres Rivne        | 2-1  | 1-2  | 2-2  | 0-0  | 2-1  | 0-2  | 1-3  | 1-1  | 0-2  | 1-1  | 5-1  | 2-0  | 1-1  | –––– | 2-2  | 2-1  |
| Vorskla            | 1-2  | 1-1  | 0-3  | 0-0  | 0-1  | 0-1  | 0-1  | 2-0  | 2-0  | 1-3  | 0-2  | 0-0  | 0-5  | 3-0  | –––– | 1-2  |
| Zorja              | 2-1  | 0-2  | 2-1  | 2-1  | 0-3  | 0-1  | 2-1  | 1-2  | 2-1  | 1-2  | 0-1  | 2-0  | 0-0  | 1-2  | 2-0  | –––– |

## Spareggio promozione-retrocessione
|               | Risultati       |               | Luogo e data                    |
| ------------- | --------------- | ------------- | ------------------------------- |
| Livyj Bereh   | 0 - 1           | Metalist 1925 | Oblast' di Kiev, 29 maggio 2025 |
| Metalist 1925 | 1 - 0           | Livyj Bereh   | Oblast' di Kiev, 1º giugno 2025 |
|               |                 |               |                                 |
| Kudrivka      | 1 - 2           | Vorskla       | Kiev, 29 maggio 2025            |
| Vorskla       | 0 - 1 (3-4 dtr) | Kudrivka      | Poltava, 1º giugno 2025         |

## Statistiche

### Squadre

#### Capoliste solitarie
|    | —— | —— | —— | —— | ——          | —— | —— | —— | ——  | ——  | ——  | ——  | ——  | ——  | ——  | ——  | ——  | ——  | ——  | ——  | ——  | ——  | ——  | ——  | ——  | ——  | ——  | ——  | ——  | —— |  |
|    |    |    |    |    | Dinamo Kiev |    |    |    |     |     |     |     |     |     |     |     |     |     |     |     |     |     |     |     |     |     |     |     |     |    |  |
|    |    |    |    |    |             |    |    |    |     |     |     |     |     |     |     |     |     |     |     |     |     |     |     |     |     |     |     |     |     |    |  |
|    |    |    |    |    |             |    |    |    |     |     |     |     |     |     |     |     |     |     |     |     |     |     |     |     |     |     |     |     |     |    |  |
| 1ª | 2ª | 3ª | 4ª | 5ª | 6ª          | 7ª | 8ª | 9ª | 10ª | 11ª | 12ª | 13ª | 14ª | 15ª | 16ª | 17ª | 18ª | 19ª | 20ª | 21ª | 22ª | 23ª | 24ª | 25ª | 26ª | 27ª | 28ª | 29ª | 30ª |    |  |

### Individuali

#### Classifica marcatori
| Gol |  |  | Giocatore          | Squadra            |
| --- |  |  | ------------------ | ------------------ |
| 17  |  |  | Vladyslav Vanat    | Dinamo Kiev        |
| 14  |  |  | Jehor Tverdochlib  | Kryvbas Kryvyj Rih |
| 13  |  |  | Heorhij Sudakov    | Šachtar            |
| 12  |  |  | Artem Bondarenko   | Šachtar            |
| 11  |  |  | Oleksij Huculjak   | Polіssja Žytomyr   |
| 10  |  |  | Ambrosij Čačua     | Karpaty            |
| 10  |  |  | Oleksandr Filippov | Oleksandrija       |
| 9   |  |  | Petar Mićin        | Zorja              |
| 8   |  |  | Bruninho           | Karpaty            |
| 8   |  |  | Pylyp Budkivs'kyj  | Zorja              |